# سمبات هاکوبیان (سیاستمدار)
سمبات هاکوبیان (ارمنی: Սմբատ Հակոբյան؛ زادهٔ ۱۷ ژانویهٔ ۱۹۶۲) یک  سیاستمدار اهل ارمنستان است که از تاریخ ۱۹۹۰ تا تاریخ ۱۹۹۵ سمت نمایندگی دوره اول شورای عالی جمهوری ارمنستان را برعهده داشت.

## زندگی‌نامه
در ۱۷ ژانویهٔ ۱۹۶۲در ارمنستان به دنیا آمد . 